# Ácido 3-fenilpropanoico
Ácido 3-fenilpropanoico ou ácido hidrocinâmico é um ácido carboxílico aromático com a fórmula C9H10O2 pertencendo a classe dos fenilpropanoides. É um sólido branco, cristalino, com um aroma floral doce à temperatura ambiente. Ácido fenilpropanóico tem uma ampla variedade de usos, incluindo cosméticos, aditivos alimentares e produtos farmacêuticos.

## Preparação
Ácido 3-fenilpropanoico pode ser preparado do ácido cinâmico por hidrogenação ou por eletrólise, embora este precursor seja um tanto escasso..